# Alberich Heidmann

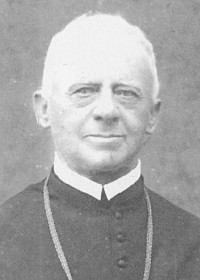
Alberich Heidmann vor 1898

Alberich Heidmann, Ordensname Alberik Heidmann, (* 27. Dezember 1808 in Sankt Joachimsthal; † 16. August 1898 in Lilienfeld) war ein römisch-katholischer Geistlicher. Er war ab 1862 Abt vom Stift Lilienfeld und Abgeordneter der Großgrundbesitzer im Landtag.

## Leben
Alberich Heidmann wurde am 27. Dezember 1808 im Haus Nr. 274 in der böhmischen Bergstadt Sankt Joachimsthal als ehelicher Sohn des Kaufmanns Josef Heidmann und dessen Ehefrau Eva geb. Elster geboren und auf den Namen Johann Heidmann getauft. Er besuchte das Gymnasium in Eger und trat am 3. Oktober 1828 in das Zisterzienserstift Lilienfeld ein, wo er den Ordensnamen Alberich annahm. Er absolvierte sein Philosophie- und Theologiestudium an der Universität Prag, an der Universität Wien und an der Hochschule Heiligenkreuz. Am 9. Oktober 1831 legte er seine Profess ab und am 31. Juli 1832 weihte ihn Bischof Jakob Frint von St. Pölten zum Priester. Er wirkte zunächst als Kaplan in Lilienfeld und als Seelsorger in Unterdürnbach, von 1836 bis 1854 als Waldmeister und Straßenbauinspektor. Als solcher leitete er den von 1838 bis 1847 durchgeführten Bau der Mariazellerstraße. Von 1839 bis 1853 hatte er zudem als Schaffer ein wichtiges wirtschaftliches Offizium des Stiftes Lilienfeld inne. Zwischen 1853 und seiner Ernennung zum Abt von Lilienfeld war er Pfarrer in Unterretzbach. Am 24. April 1862 wählten ihn seine Mitbrüder von Stift Lilienfeld zu ihrem Abt. Drei Tage später wurde er durch Ignaz Feigerle benediziert.
Unter Abt Alberich wurden viele Stiftsgebäude nicht nur renoviert, sondern zum Teil auch neogotisiert. Der Architekt Domenico Avanzo restaurierte mit neogotischen Veränderungen den Kreuzgang des Stiftes Lilienfeld (1873) und den Kapitelsaal (1875). Das Brunnenhaus entstand in neogotischem Stil (1886), außerdem wurden farbige Glasfenster für Kapitelsaal, Kreuzgang und Brunnenhaus angekauft. Die Pläne Avanzos für eine umfassende Neogotisierung der Stiftsbasilika kamen nicht zur Durchführung. Abt Alberich ließ die Äbtegruft auf dem Stadtfriedhof Lilienfeld errichten. In vielen Pfarren des Stiftes Lilienfeld ließ er Restaurierungen oder Zu- und Neubauten von Kirchen und Pfarrhöfen vornehmen. Abt Alberich war von 1875 bis 1897 Assistent der österreichisch-ungarischen Zisterzienserkongregation. Von 1866 bis 1867 war er Landtagsabgeordneter. Er galt als ein sehr sparsamer Mensch, den ein sehr freundliches und friedliches Wesen auszeichnete. Zeit seines Lebens prägte ihn eine ausgezeichnete Gesundheit. Erst einige Monate vor seinem Tod setzte ein starker Kräfteverfall ein. Er starb fast 90-jährig. Sein Leichnam wurde in der Äbtegruft am Stadtfriedhof von Lilienfeld beigesetzt.

## Ehrungen
- Kaiserlicher Rat
- Komtur des Franz-Joseph-Ordens
- Ehrenbürger der Gemeinden Lilienfeld (1882), Unterretzbach (1892), Türnitz (1892), Traisen (1894) und Eschenau (1894)